# النا لیساچوا
النا لیساچوا (انگلیسی: Elena Lissacheva؛ زادهٔ ۲۵ نوامبر ۱۹۷۳) بازیکن فوتبال اهل روسیه است.
وی همچنین در تیم ملی فوتبال زنان روسیه بازی کرده‌است.